# Хадисе
Хадисе Ачыкгёз (тур. Hadise Açıkgöz; 22 октября 1985 года, Мол, провинция Антверпен, Бельгия) — турецко-бельгийская певица лезгино-кумыкского происхождения, выступающая в стиле R&B. В основном известна как Хадисе.
Выпустила семь студийных альбомов. Четыре сингла певицы достигли топ-20 фламандского хит-парада: Sweat (#19), Milk Chocolate Girl (#13), My Body (#8) и Düm Tek Tek (#1).
Также Хадисе представляла Турцию на Евровидение-2009 в Москве с песней Düm Tek Tek, где заняла 4-е место.

## Биография

### Детство и начало карьеры
Хадисе родилась 22 октября 1985 года в городе Мол в провинции Антверпен (Бельгия) в семье лезгина и кумычки, эмигрировавших в Бельгию из турецкого города Сиваса. У неё есть две сестры и брат. Имя Хадисе в переводе с турецкого означает «случай» или «возникновение», фамилия Ачыкгёз — «проницательная» либо «осторожная».
В детстве, помимо её увлечения конным спортом, она начала брать уроки в музыкальной школе. Несмотря на то, что Хадисе с раннего возраста хотела быть певицей, профессионально заниматься музыкой она начала только в 17 лет. После того, как Хадисе окончила в 2003 году школу Koninklijk Atheneum в Моле, получив специальность «экономика и современные языки», она продолжила образование в высшей школе Provenciale Hogeschool Limburg в Хассельте. Окончила её в 2006 году. Хадисе говорит на пяти языках: турецкий, голландский, английский, французский и немецкий. Знание языков она продемонстрировала на шоу «Ibo» 20 июня 2008 года.
В 2002 году Хадисе победила на конкурсе красоты, получив титул «Мисс Мол», но отказалась от модельной карьеры в пользу карьеры певицы. В 2003 году Хадисе приняла участие в шоу «Идол» (в России «Стань звездой»). Несмотря на то, что Хадисе была далека от победы — не вошла в финальную десятку — её всё же заметили и предложили подписать контракт на запись дебютного альбома.

### Sweat (2005—2006)

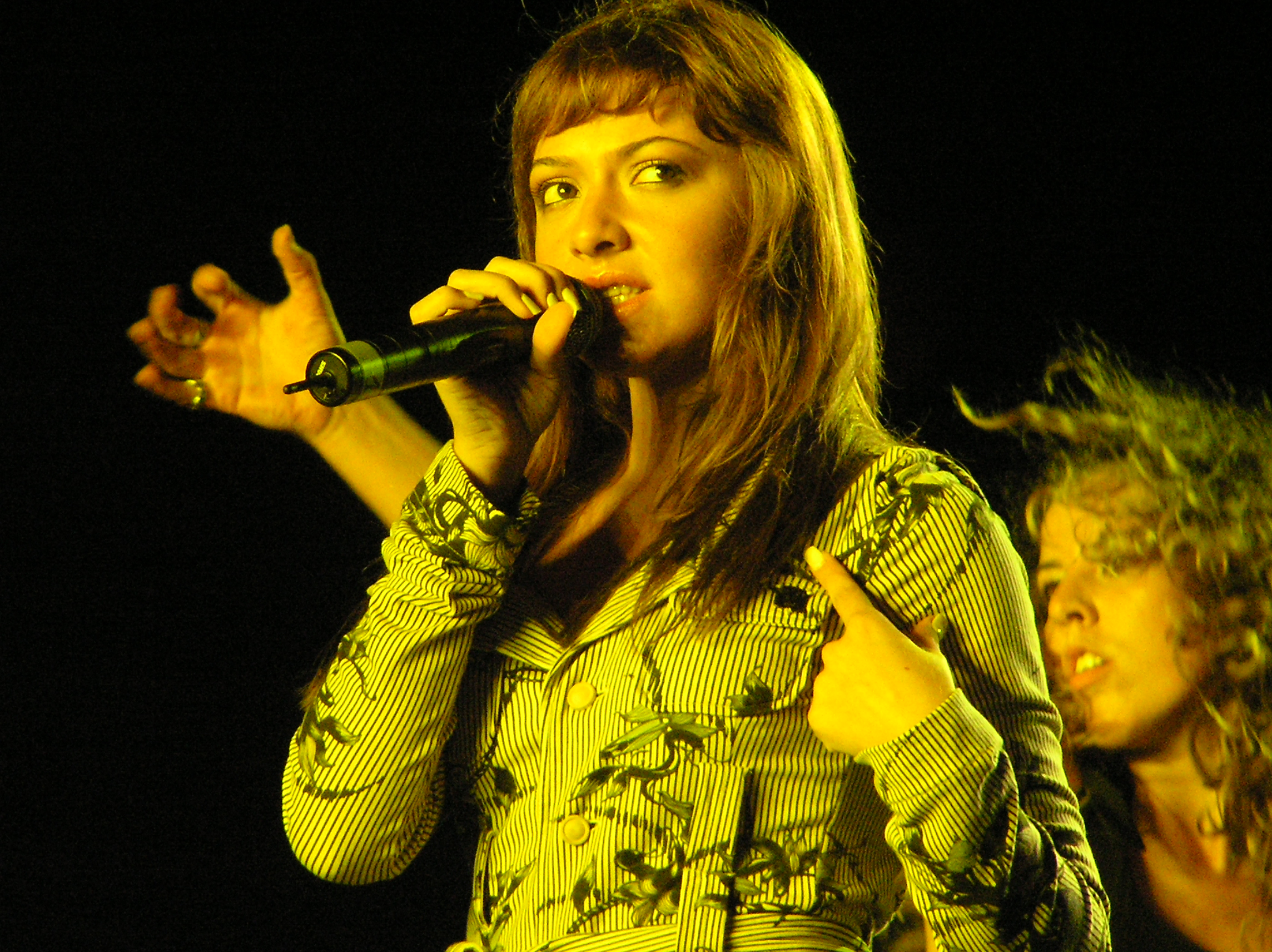
На концерте в Антверпене 19 августа 2006 года

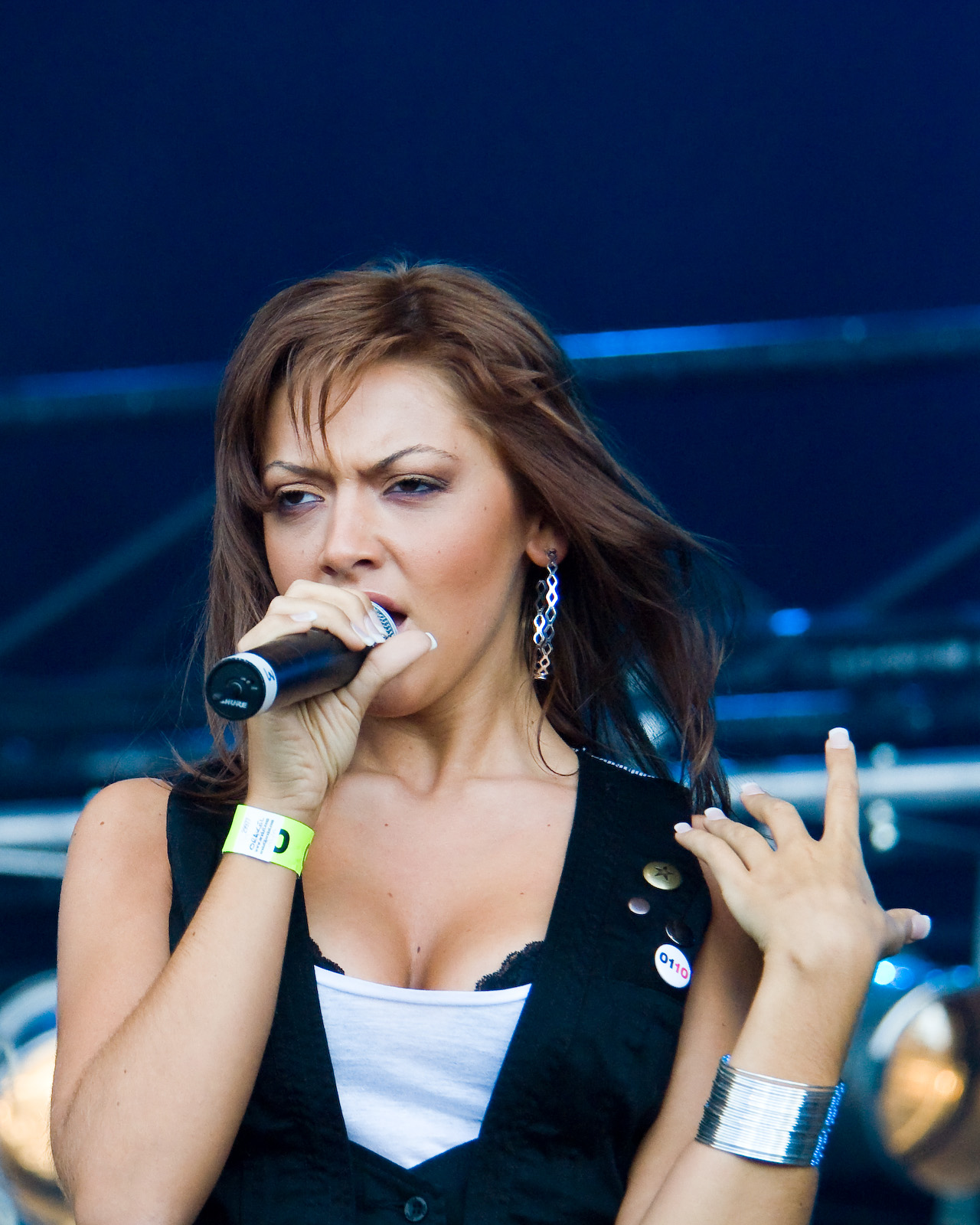
На концерте 1 ноября 2006 года в Генте (Бельгия)

Вскоре после своего появления на шоу «Идол» Хадисе получила предложение от менеджера 2Brains Entertainment Group Йохана Хендрикса записать первый альбом. В 1 ноября 2004 года вышел дебютный сингл Sweat, который достиг 19 позиции в чарте Ultratop 50. Сначала Хадисе выпустила синглы Stir me up (6 мая 2005 года) — получивший популярность и в Бельгии, и в Турции — и Milk Chocolate Girl (9 сентября 2005 года), который достиг 13 места в чарте Ultratop 50. На песню Stir me up был снят первый клип.
Через год после релиза первого сингла, 3 ноября 2005 года, Хадисе выпустила дебютный альбом Sweat. Продюсеры Ив Гайлард и Серж Рамаекерс определили его стиль как урбан-поп с влияниями джаза, соула, фанка и восточной музыки. В качестве бонуса на альбоме была размещена песня «Sakin Gitme». Она была переведена на английский как «When ya Breathing On Me».
В том же году Хадисе номинировалась на премию «Лучший новый артист года», но уступила певице Катерине.
В апреле 2006 года турецкий канал Star TV предложил Хадисе место ведущей турецкого аналога шоу «Идол» — «Popstar Türkiye». Это стало дебютной работой Хадисе в качестве телеведущей. Шоу «Popstar Türkiye» стал одним из самых популярных шоу в Турции, собирая каждую неделю аудиторию, насчитывающую около 20 миллионов зрителей. Менеджер Хадисе Йохан Хендрикс вошёл в состав жюри.
14 октября 2006 года Хадисе получила первую премию TMF. Она была номинирована в номинации «Урбан» вместе с Кее Стайлсом, Леки и Брахимом. Хадисе победила, набрав 42,9 % голосов.

### Hadise (2008)
Хадисе начала работу над вторым альбомом в декабре 2007 года. Альбом вышел во многих странах, включая Бельгию, Турцию, Францию и Италию. В поддержку альбома был выпущен сингл «A Good Kiss» в октябре 2007 года. Он получил большую популярность в Турции. Песня «A Good Kiss» была переведена на турецкий язык и исполнена Сезен Аксу, став одной из самых популярных песен в клубах за 2008 год. Также Хадисе выпустила синглы «My body» и «My Man and the Devil on His Shoulder».
В том же году Хадисе вместе с Ронни Мосусе, была назначена фламандским послом Межкультурного Диалога 2008.
В конце 2008 года Хадисе получила первую работу в качестве телеведущей в Бельгии. Она стала единственной ведущей второго сезона шоу Х-Factor на канале Vtm.

### Евровидение (2009)
Несмотря на то, что ещё в 2006 году Хадисе заявила, что никогда не примет участие в Евровидении, после того как её подруга Кейт Райан, представлявшая Бельгию на этом конкурсе в 2006 году не смогла пробиться в финал, Хадисе всё же выразила желание представлять Турцию на Евровидении 2009 в Москве. 24 октября 2008 года генеральный директор TRT Ибрахим Сахим подтвердил участие Хадисе в конкурсе.
Хадисе сама контролировала производство песни для конкурса. Она имела право выбрать стиль, музыку, стихи и язык будущей композиции. Она сказала бельгийским газетам, что хочет представить Турцию, а не Бельгию, потому что уже выиграла много бельгийских наград и к тому же конкурс в Турции более популярен.
31 декабря 2008 года прошла презентация песни с которой Хадисе будет представлять Турцию на конкурсе Евровидение 2009. Это песня «Crazy For You» или «Düm Tek Tek».
В итоге на Евровидении Хадисе заняла четвёртое место.
15 мая 2009 года звукозаписывающая компания Capitol Records выпустила в Бельгии третий студийный альбом певицы, получивший название Fast Life. В течение 2 недель в июне Fast Life удерживал за собой 16-ю строчку фламандского хит-парада.

## Критика
Хадисе не раз критиковали за её сексуальный образ и одежду.
Жёсткой критике на территории Турции подверглось видео на песню «Deli oğlan». Сцены, в которых Хадисе участвовала вместе с манекенщиком, турецкие СМИ посчитали эротическими. Наиболее пикантные моменты были вырезаны.
Выбор Хадисе в качестве представителя Турции на Евровидении 2009 был очень противоречиво встречен другими деятелями музыки страны.

### Армянский вопрос
2 сентября 2009 года в своём интервью Show TVnet Хадисе эмоционально поддержала открытие армяно-турецкой границы и изъявила желание стать «голубем мира» с целью помочь примирению народов-соседей. По словам певицы, Армения и Турция — братские страны, и граница между ними должна быть открыта. Хадисе пригласила участниц Евровидения 2009 от Армении — Ингу и Ануш Аршакян приехать в Турцию с концертом. Совместный концерт турецкой исполнительницы и армянского дуэта выбран не случайно. 14 октября 2009 года в Турции прошёл ответный футбольный матч в рамках отборочных игр чемпионата Европы, который посетил президент Армении Серж Саргсян. В Турции и Азербайджане весьма критично отозвались об интервью Хадисе. Известная турецкая газета «Hurriyet» призвала турецких граждан не покупать диски Хадисе и игнорировать её концерты.
Организатор концертов Хадисы в Азербайджане Нахид Эмилоглу заявил агентству АПА, что больше не будет организовывать концерты Хадисе и что ей лучше вообще не приезжать в Баку после интервью Show TVnet.
По информации газеты «Posta», слова певицы относительно Армении очень сильно ударили по её имиджу в Турции. Как отмечает газета, она допустила большую оплошность.

## Влияние
По словам самой Хадисе, основное влияние на её творчество оказали такие артисты, как Шакира, Кристина Агилера, Джанет Джексон, Принс, Алиша Киз и Мэрайя Кэри.
Хадисе часто называют «турецкой Бейонсе», но самой турецко-бельгийской певице не нравится это сравнение:

«Как артист, я не хочу никому подражать. Меня вдохновляют многие артисты, но я не являюсь чьим-то подражателем»— Хадисе
.

## Дискография

### Альбомы
- 2005: Sweat
- 2008: Hadise
- 2009: Fast Life
- 2009: Kahraman
- 2011: Aşk Kaç Beden Giyer?
- 2014: Tavsiye
- 2017: Şampiyon

### Синглы
- My Body
- Love Lost
- A Good Kiss
- Don’t Ask
- Milk Chocolate Girl
- Stir Me Up
- Sister
- Never Trust A Man
- Bad Boy
- Deli Oğlan
- Düm Tek Tek
- Evlenmeliyiz
- Kahraman
- Superman
- Aşk Kaç Beden Giyer?
- Mesajımı Almıştır O
- Visal

#### Чарты
| Год  | Сингл                                  | Чарт               | Чарт   | Альбом               |
| Год  | Сингл                                  | Бельгия (Фландрия) | Турция | Альбом               |
| ---- | -------------------------------------- | ------------------ | ------ | -------------------- |
| 2004 | «Sweat»                                | 19                 | —      | Sweat                |
| 2005 | «Stir Me Up»                           | 22                 | —      | Sweat                |
| 2005 | «Milk Chocolate Girl»                  | 13                 | —      | Sweat                |
| 2006 | «Ain’t No Love Lost»                   | 45                 | —      | Sweat                |
| 2006 | «Bad Boy»                              | 22                 | —      | Sweat                |
| 2007 | «A Good Kiss»                          | 28                 | 6      | Hadise               |
| 2008 | «My Body»                              | 8                  | —      | Hadise               |
| 2008 | «My Man and the Devil on His Shoulder» | 59                 | —      | Hadise               |
| 2008 | «Deli Oğlan»                           | —                  | 3      | Hadise               |
| 2008 | «Aşkkolik»                             | —                  | 17     | Hadise               |
| 2009 | «Düm Tek Tek»                          | 1                  | —      | Fast Life            |
| 2009 | «Fast Life»                            | 52                 | —      | Fast Life            |
| 2009 | «Evlenmeliyiz»                         | —                  | 6      | Kahraman             |
| 2010 | «Kahraman»                             | —                  | 18     | Kahraman             |
| 2011 | «Superman»                             | —                  | 5      | Aşk Kaç Beden Giyer? |
| 2011 | «Aşk Kaç Beden Giyer?»                 | —                  | —      | Aşk Kaç Beden Giyer? |
| 2012 | «Mesajımı Almıştır O»                  | —                  | —      | Aşk Kaç Beden Giyer? |
| 2012 | «Biz Burdayız»                         | —                  | —      | —                    |
| 2013 | «Visal»                                | —                  | —      | —                    |
| 2014 | «Nerdesin Aşkım»                       | —                  | 1      | Tavsiye              |
| 2014 | «Prenses»                              | —                  | 4      | Tavsiye              |
| 2015 | «Yaz Günü»                             | —                  | 1      | Tavsiye              |
| 2016 | «Bu Aralar»                            | —                  | —      | Tavsiye              |

## Награды
| Год  | Награда                | Номинация                   | Номинированная работа | Результат |
| ---- | ---------------------- | --------------------------- | --------------------- | --------- |
| 2005 | TMF Awards             | Лучший новый артист         | Sweat (альбом)        | Номинация |
| 2005 | Altın Kelebek ödülleri | Лучшая новая певица         | Stir Me Up            | Победа    |
| 2006 | TMF Awards             | Best Urban Act              | Sweat (альбом)        | Победа    |
| 2007 | TMF Awards             | Best Urban Act              | A Good Kiss           | Победа    |
| 2008 | MTV EMA awards         | Лучший турецкий исполнитель | Deli Oğlan            | Номинация |
| 2008 | TMF Awards             | Best Urban Act              | My Body               | Номинация |
| 2008 | TMF Awards             | Лучшая певица               | Hadise                | Номинация |
| 2008 | TMF Awards             | Лучшее видео                | My Body               | Номинация |